# Halopteris catharina
Halopteris catharina är en nässeldjursart som först beskrevs av Johnston 1833. Enligt Catalogue of Life ingår Halopteris catharina i släktet Halopteris och familjen Halopterididae, men enligt Dyntaxa är tillhörigheten istället släktet Halopteris och familjen Halopteriidae. Arten är reproducerande i Sverige. Inga underarter finns listade i Catalogue of Life.